# Gpl-violations.org
GPL Violations project est un site web et une association fondée par Harald Welte en janvier 2004 afin de poursuivre les infractions à la Licence publique générale GNU, principale licence pour les logiciels libres.
Parmi les différentes poursuites engagées, il a obtenu une injonction judiciaire contre l’éditeur Fortinet, spécialisée dans la sécurité des réseaux, qu’il accusait de violations de la GPL.
Le 6 septembre 2006, le projet a obtenu gain de cause dans son procès contre la compagnie allemande D-Link pour l’utilisation incorrecte et en violation du droit d'auteur de parties du noyau Linux[source insuffisante]. Le jugement a finalement reconnu la validité de la GPL, ce qui constitue un précédent et permet de l’invoquer devant un tribunal[source secondaire souhaitée] (en Allemagne).
En 2008, il obtient gain de cause contre Skype, dont les téléphones WSKP100 utilisaient des codes sous licence GPL-V2. Skype renonce à faire appel.